# 佐藤正明
佐藤 正明（さとう まさあき、1976年 - ）は、日本の写真家。

## 人物
1976年 東京都三鷹市出身。写真家。
都内小・中劇場を中心に舞台（演劇・バレエ等）写真の撮影、広告宣伝や雑誌媒体にポートレイトの撮影を主に活躍している。
有限会社モノグラム（ソーシャル・ネットワーキング・サービス（SNS）「Camera People - カメラピープル」を運営）が主催する写真教室の講師も務めている。
女性のヌードやセミヌードを中心に、被写体との親密な関係性を描いたスナップ・ポートレイトを撮る。

## 略歴
1995年3月 Auckland Institute of Studies at St Helens（NZ）修了

2002年4月 フリーランスとして活動を開始

## 作品

### 写真集
- ART BOX IN JAPAN「現代日本の写真7」（（株）ART BOXインターナショナル、2006年）
- 「写GIRL2009」（日本芸術出版社、2008年）
- 「写GIRL2010」（日本芸術出版社、2009年）
- 「写GIRL2011」（日本芸術出版社、2010年）

### その他・媒体掲載
演劇ぶっく（（株）えんぶ）・シアターガイド（（有）モーニングデスク）・他演劇誌
　
- 府中市美術館だより No.13 つめきり「カーディゴン」舞台写真（2004年）
- 長崎新聞 ラサール石井プロデュース「なかよし」舞台写真（2005年）
- ap bank fes'10オフィシャルパンフレット（2010年）

## 写真展
- ART BOX IN JAPAN「現代日本の写真7」出版記念展（2006年）
- 「春雷」（2007年）
- 第3回「ポートレート専科」写真展（2009年）
- 「昼は夢の中」（2010年）
- 第4回「ポートレート専科」写真展（2010年）
- 「乱気/粉々」（2012年）

## 関連
- 写真家
- ヌード写真